# Class 315
 (novembre 2021).
Si vous disposez d'ouvrages ou d'articles de référence ou si vous connaissez des sites web de qualité traitant du thème abordé ici, merci de compléter l'article en donnant les références utiles à sa vérifiabilité et en les liant à la section « Notes et références ».
Les Class 315 sont des unités multiples électriques à courant alternatif (CA) actuellement[Quand ?] en service sur les lignes de banlieue de Londres. 
Ils ont été construits par British Rail Engineering Limited à l'usine de fabrication de wagons de Holgate Road de 1980 à 1981, et ils étaient la cinquième et dernière variante de la conception standard de 1972 de British Rail pour les unités de banlieue, qui comprenait finalement 755 véhicules et cinq classes (Class 313/314/315/507/508). en 2021 Ils circulent sur la ligne aérienne de 25 kV et assurent des services de banlieue intérieure gérés par Transport for London sur le métro de Shenfield pour TfL Rail, les jours de semaine uniquement.

## Description

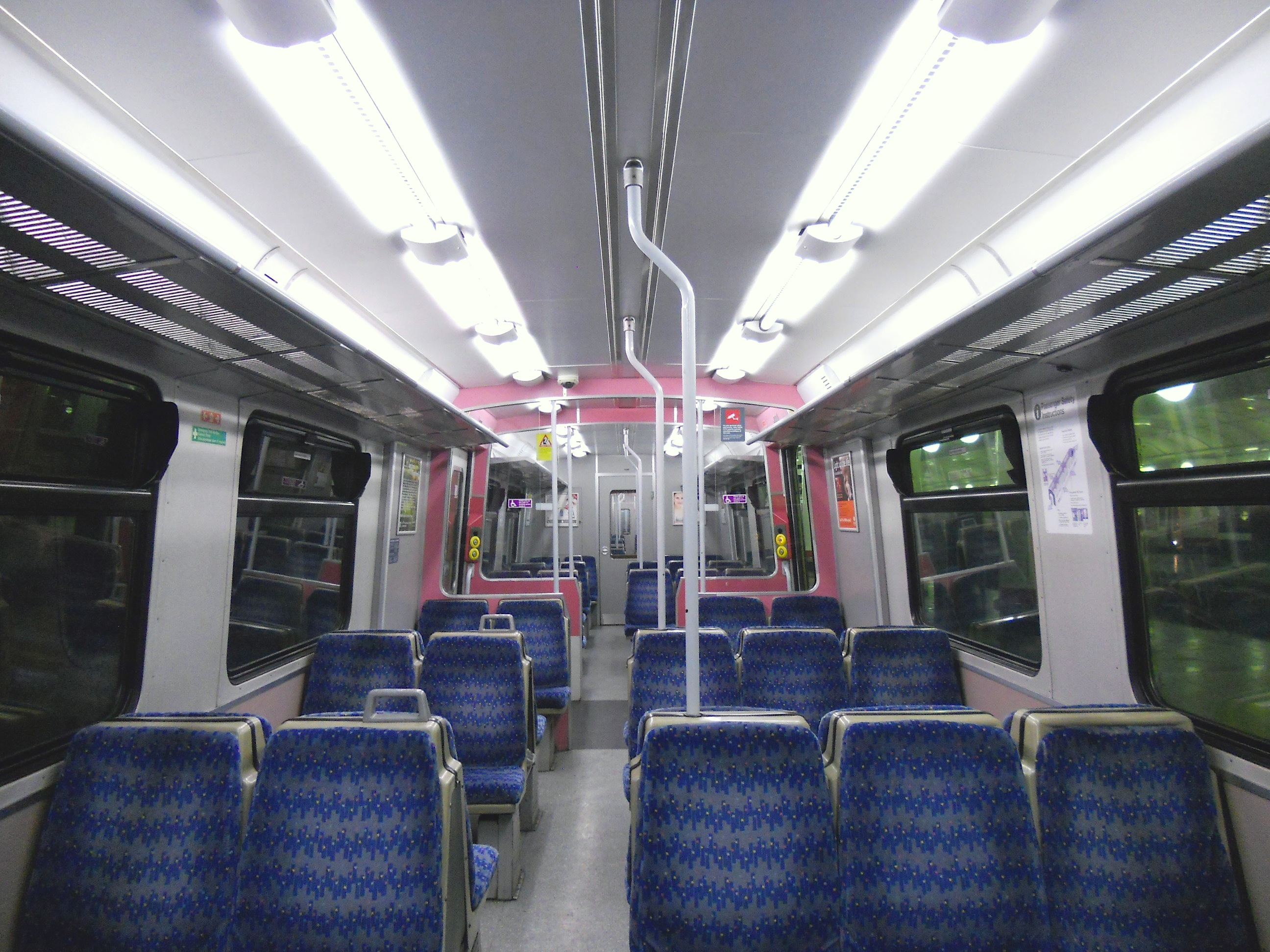
L'intérieur d'une voiture TSO exploité par TfL Rail

Comme la plupart des rames de banlieue, chaque unité de la Class 315 est composée de 4 voitures, certains véhicules sont attachés par deux pour former un ensemble de 8 voitures. Dans le passé, d'autres voitures étaient ajoutées pour monter à 12 voitures sur de longues distances.  

### Caractéristiques types des voitures
Une unité est composée de 4 voitures DMSO-PTSO-TSO-DMSO :
- Driver's cab, Motor car, Standard class, Open saloon (DMSO) : voiture motorisée standard ouverte
- Pantograph, Trailer car, Standard class, Open saloon (PTSO) : voiture traversante standard ouverte à pantographe
- Trailer car, Standard class, Open saloon (TSO) : voiture traversante standard ouverte
- DMSO

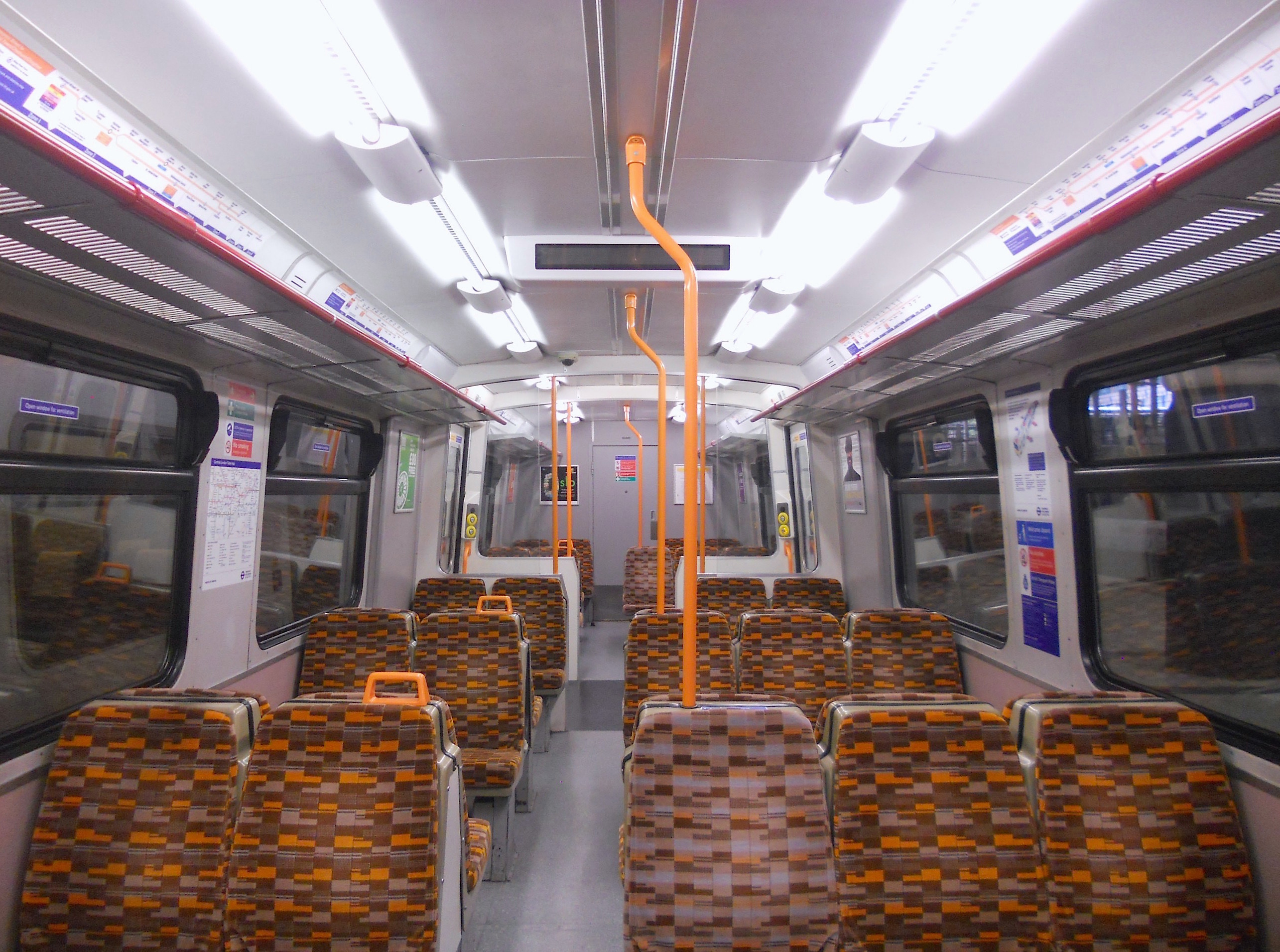
L'intérieur d'une voiture DMSO exploité par London Overground

Chaque DMSO porte quatre moteurs de traction (315801-841 qui avait à l'origine un moteur Brush TM61-53 et 315842-861 et avait un moteur GEC G310AZ, mais ces moteurs sont interchangeables et de nos jours n'importe quel type peut être trouvé sur n'importe quelle unité) évalué à 120 km/h chacun et un compresseur principal et réservoir d'air qui transporte l'air pour les freins et la suspension.  
Le système de porte pneumatique d'origine a été remplacé par un système de porte entièrement électrique. Le PTSO transporte les transformateurs principaux et auxiliaires, les batteries et le chargeur de batteries, le pantographe Stone Faiveley AMBR Mk.1, le disjoncteur à vide et le compresseur auxiliaire. Le TSO ne dispose d'aucun équipement autre que celui qui est standard pour tous les entraîneurs.
Les voitures ne contiennent que des sièges standard et n'ont pas de toilettes.  

### Numérotation des voitures
- 64461-64582 - DMSO
- 71281-71341 - PTSO
- 71389-71449 - TSO

Chaque voiture peut accueillir 318 passagers.

## Histoire

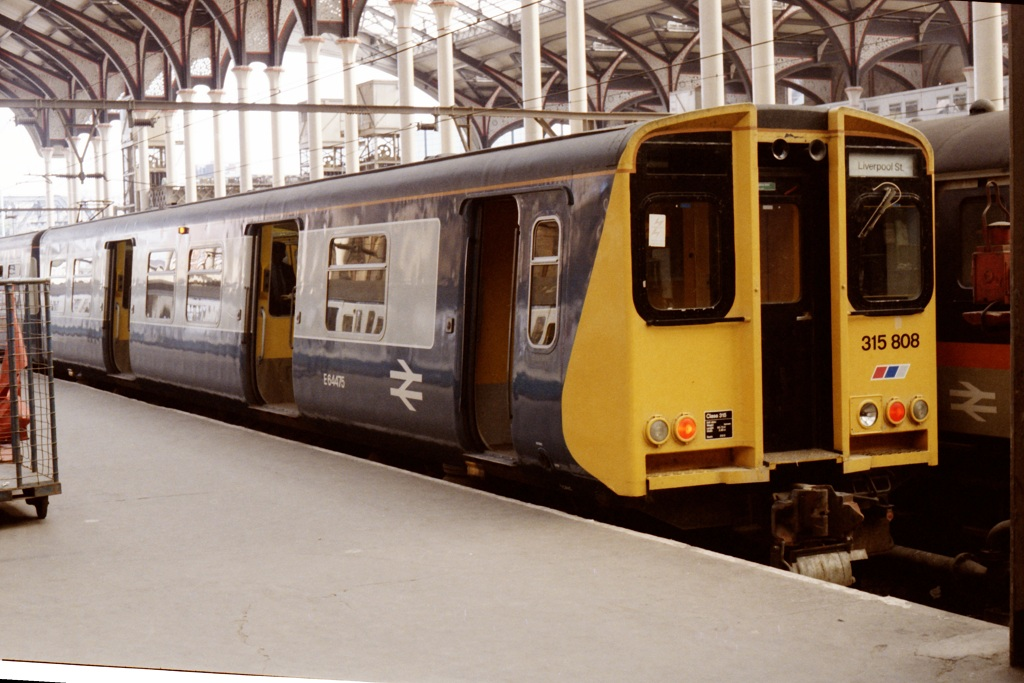
Une Class 315 exploité par British rail a Liverpool Street en 1987

Ayant été construites de 1980 à 1981, les 61 unités étaient exploitées par British rail et Network SouthEast. 
Après la privatisation de British Rail, les classes 315 ont été réparties entre First Great Eastern (43 unités) et West Anglia Great Northern (18 unités). La société de leasing Eversholt Rail Group est propriétaire de la totalité de la flotte depuis la privatisation.  
À partir d'avril 2004, National Express East Anglia (NXEA) a exploité la franchise inaugurale Greater Anglia, qui regroupait les activités antérieures de First Great Eastern et de West Anglia Great Northern, ce qui signifie que les deux flottes ont été combinées. La franchise était initialement connue sous le nom de "One" mais a été rebaptisée National Express East Anglia (NXEA) en février 2008. 
Un programme de remise à neuf a commencé à la mi-2004, lorsque National Express East Anglia (qui s'appelait alors " One ") a passé un contrat avec Bombardier pour la remise à neuf des 61 unités, en commençant par les anciens exemplaires de First Great Eastern. Les sièges 3+2 à dossier bas ont été conservés, de sorte que la capacité est restée la même.
Les Class 315 ont été transférées au nouvel opérateur Abellio Greater Anglia en février 2012. Abellio a repeint les trains dans sa propre livrée et a entrepris de rafraîchir le parc, notamment en installant un système d'information pour les passagers et un espace flexible pour les fauteuils roulants et les vélos, qui comprend des sièges basculants et des boutons d'appel à l'aide. 
Abellio a utilisé la flotte pour les services locaux au départ de :
- Londres Liverpool Street - Shenfield (le service populaire Shenfield Metro) sur la Great Eastern Main Line

- Cheshunt - Enfield Town et Chingford sur la Lea Valley Lines.

Ils ont également circuler sur la ligne Romford - Upminster entre une mission partagée avec les Class 317.

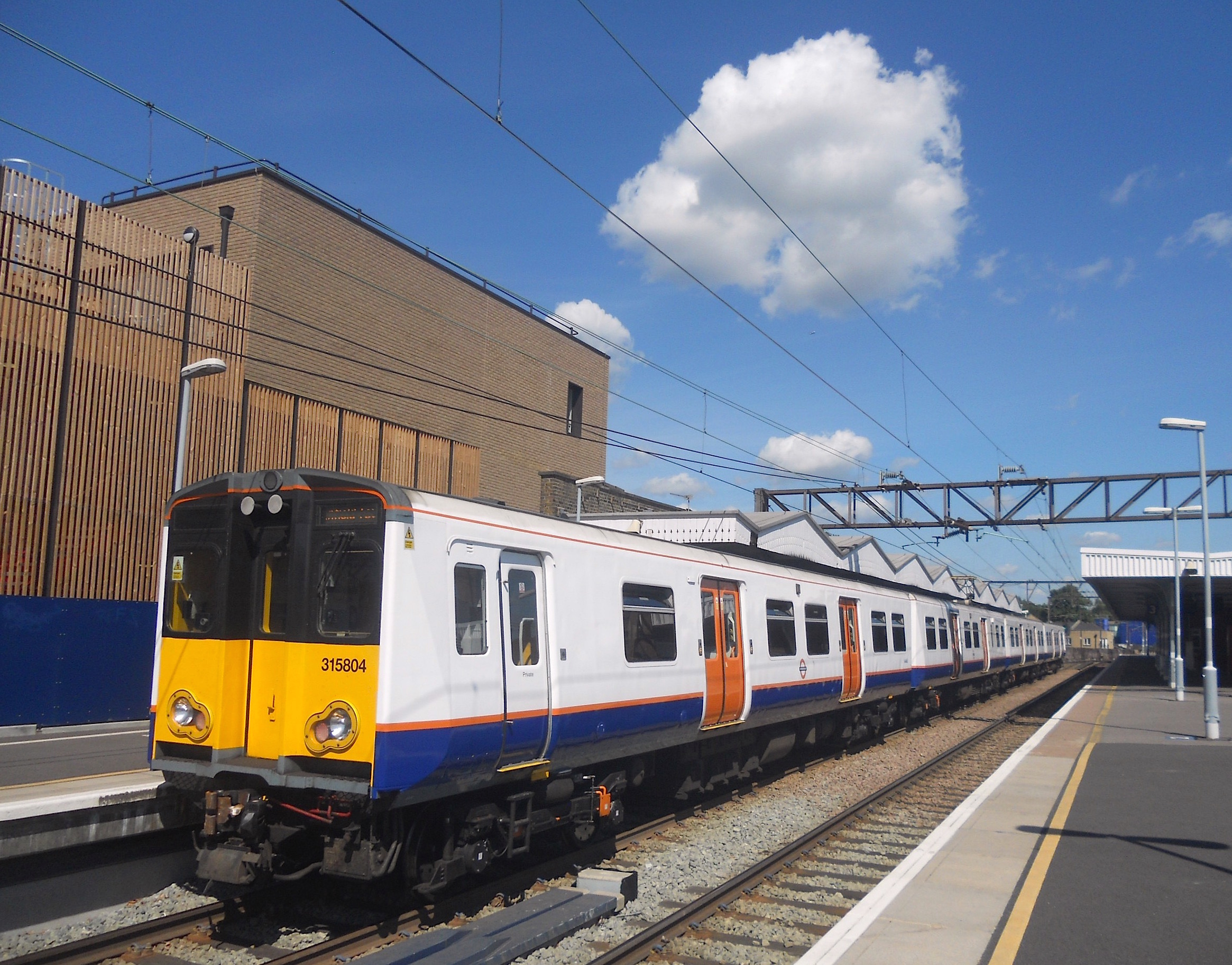
La Class 315804 de London Overground a Hackney Downs
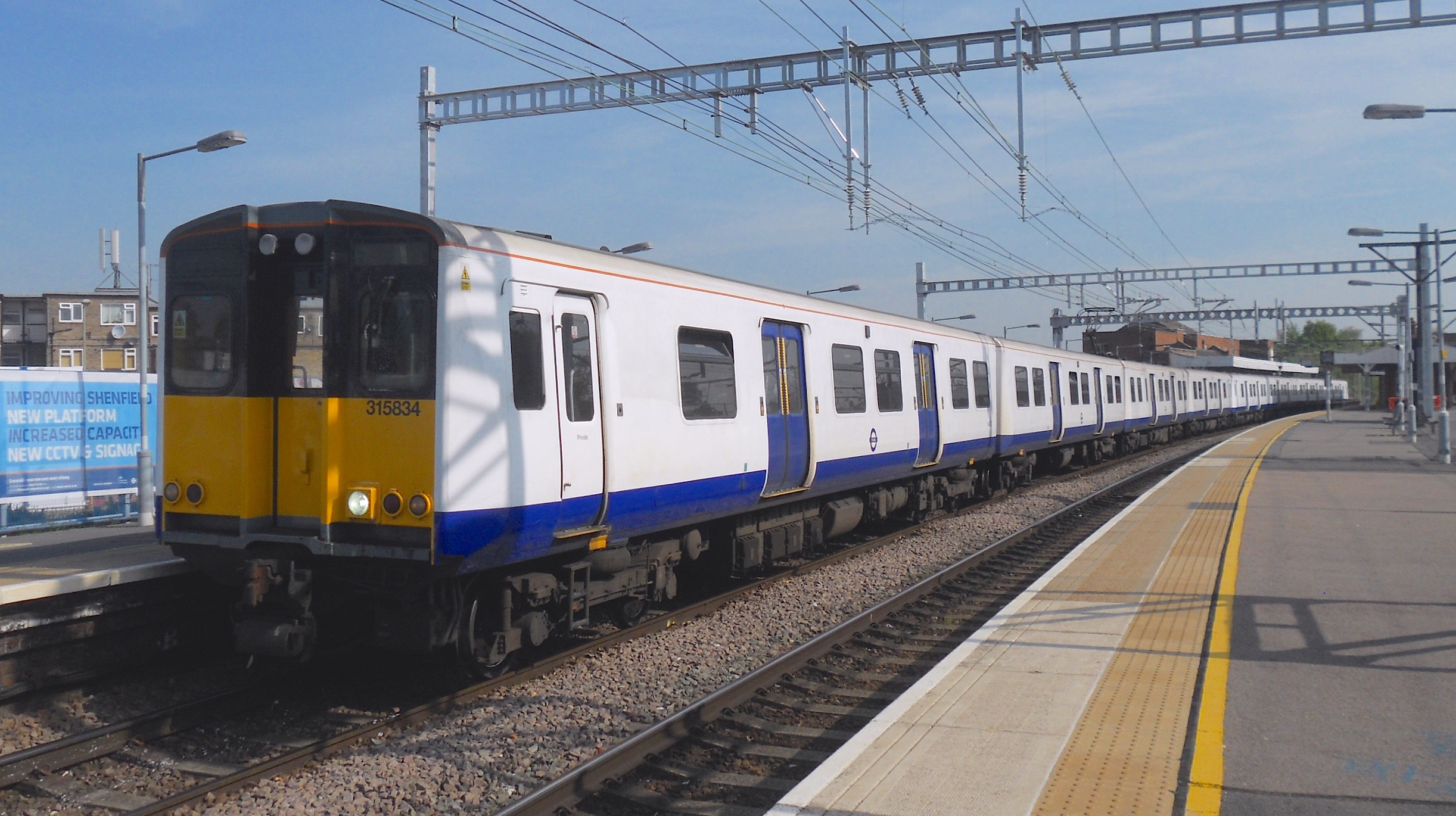
La Class 315834 de Tfl rail a Shenfield

Cependant, jusqu'à la fin de l'exploitation par Abellio Greater Anglia, un certain nombre d'entre eux ont été retrouvés en service plus loin, circulant sur les lignes principales Great Eastern et West Anglia aux heures de pointe uniquement vers Bishop's Stortford, Broxbourne, Southminster et Southend Victoria.
Les 61 unités ont ensuite été utilisées de manière interchangeable, à partir du dépôt d'UEM d'Ilford. 

## Services assurés
En 2021 les 13 rames encore présente effectuent des services TfL Rail.
| TfL Rail | London Liverpool Street - Shenfield |

## Trains remplacés
La Class 315 a remplacé les unités suivantes :
| Classe    | Image | Retrait | Notes                                      |
| --------- | ----- | ------- | ------------------------------------------ |
| Class 306 |       | 1981    | Elles ont été remplacées par les Class 315 |

## Fin de carrière

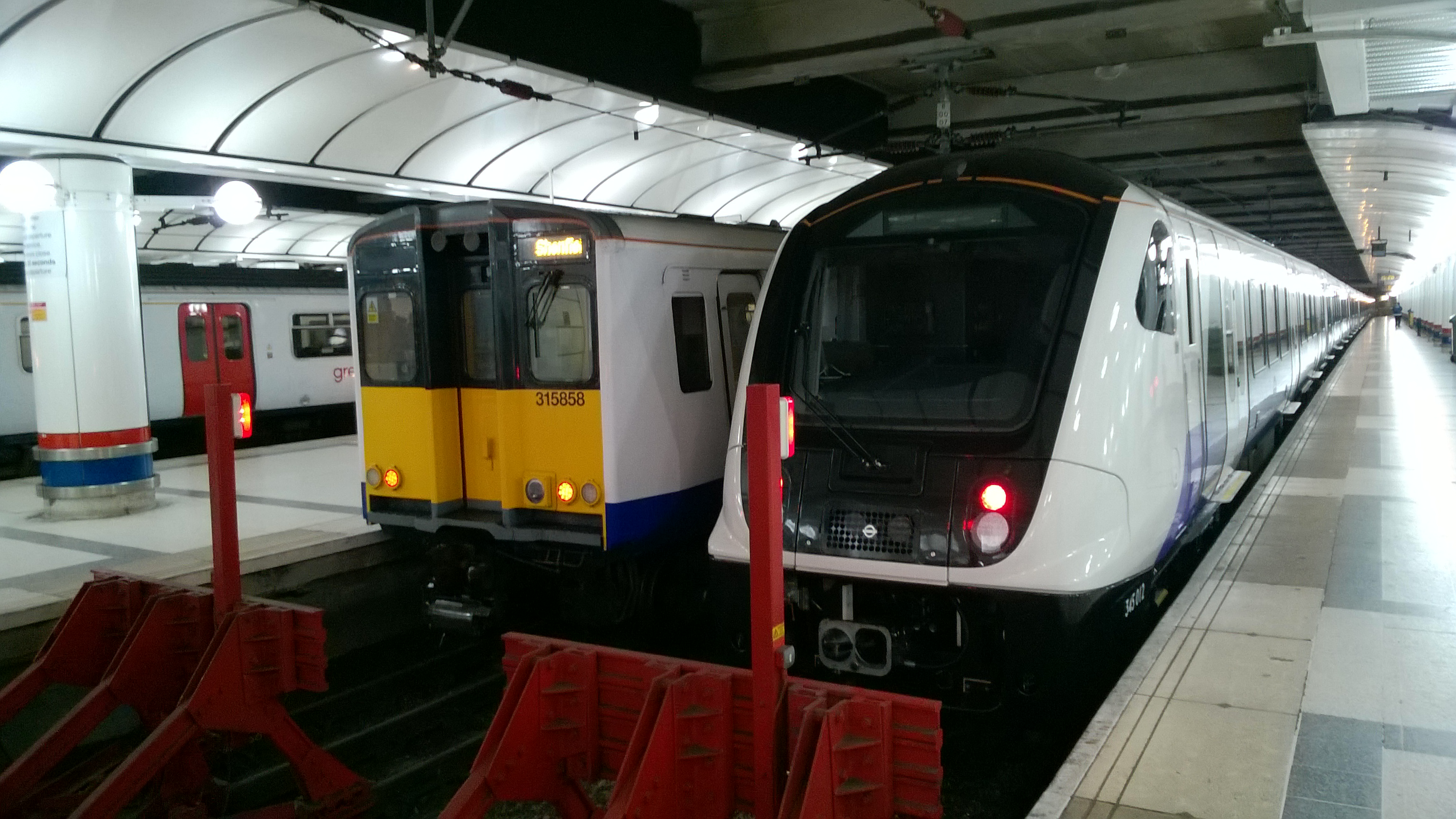
2 génération de Matériel à Londres Liverpool Street.
La Class 315 a gauche et la 345 a droite

Le retrait des Class 315 commence en 2017 par les nouvelles rames Aventra en cours de livraison depuis le 22 juin 2017. Au fur et à mesure les Class 315 sont chassés de TfL Rail par les Class 345. 
Quand la ligne de banlieue express régional (Crossrail) en cours de développement sera lancer commercialement lorsque sa section centrale souterraine ouvrira. 
D'ici la TfL Rail et Heathrow Connect auront fusionner pour former Crossrail et ainsi remplacer les Class 315 et 360/2.

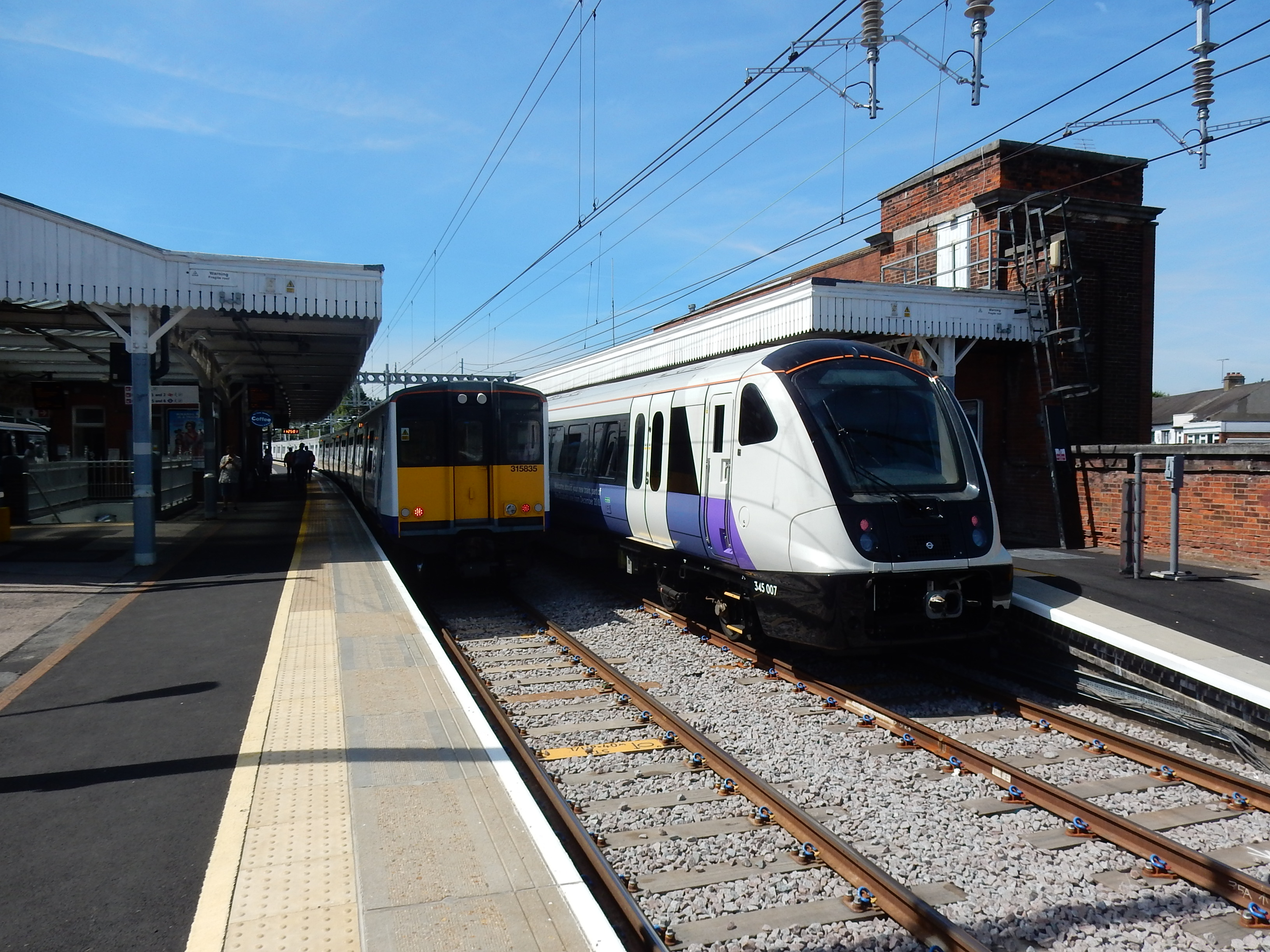
Class 315 et 345 a Shenfield

## Diagramme de la flotte

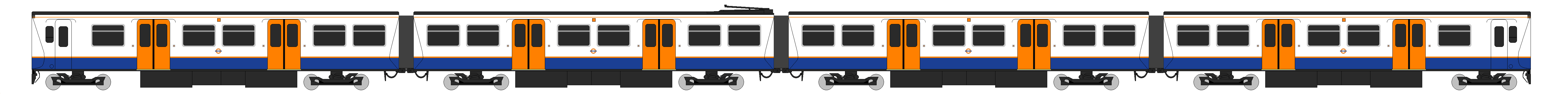
La Class 315 dans la livrée London Overground

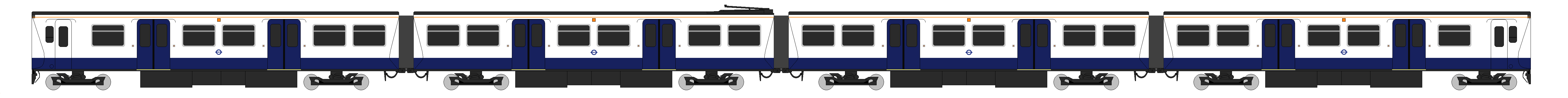
La Class 315 dans la livrée TfL Rail.

## Détails de la flotte
| Classe    | Exploitant | Nombre | Année de construction | Voitures par unité | Numéro des unités                                                                                  |
| --------- | ---------- | ------ | --------------------- | ------------------ | -------------------------------------------------------------------------------------------------- |
| Class 315 | TfL Rail   | 13     | 1980 - 1981           | 4                  | 315819–820, 315834, 315837–839, 315844, 315847–848, 315853–854, 315856–857                         |
| Class 315 | Radiée     | 48     | 1980 - 1981           | 4                  | 315801–817, 315821–833, 315835–836, 315840–843, 315845–846, 315849–852, 315855, 315858–861, 315818 |